# UltraSPARC

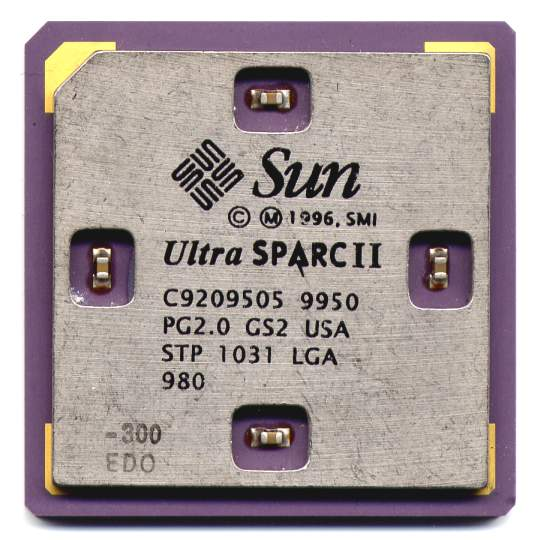
Sun UltraSPARC II Microprocessor

UltraSPARC – implementacja architektury programowej (ISA) SPARC zrealizowana przez firmę Sun Microsystems. UltraSPARC jest implementacją specyfikacji SPARC-v9, czyli procesorów o architekturze 64-bitowej, która jest wstecznie zgodna z wersją v8 opisującą 32-bitowy procesor. Dzięki temu na procesorach tych można bez jakiejkolwiek zmiany uruchamiać oprogramowanie 32-bitowe.
Procesory te są projektowane przez inżynierów firmy SUN, produkcją zajmuje się natomiast firma Texas Instruments.
Procesory UltraSPARC III były pierwszymi procesorami firmy SUN posiadającymi wbudowany kontroler pamięci przez co dostęp do pamięci jest znacznie szybszy niż w klasycznych rozwiązaniach SMP, szczególnie w serwerach wieloprocesorowych. Rozwiązanie takie znane jest jako NUMA i stosowane jest także w najnowszych procesorach firm AMD (Opteron) oraz IBM (Power 5). UltraSPARC IV jest pierwszym procesorem z rodziny UltraSPARC, który zawiera dwa rdzenie w jednej obudowie.
Kolejne generacje procesorów UltraSPARC są ze sobą zgodne na poziomie interfejsów sterujących w ramach nieparzystej i kolejnej parzystej generacji. Zgodność ta umożliwiała szybkie, i w wielu sytuacjach bezproblemowe, przejście z generacji nieparzystej na parzystą. Dzięki temu możliwe stało się także łączenie różnych generacji procesorów z różną szybkością pracy (częstotliwością taktowania) w jednym systemie komputerowym. Każdorazowa zmiana generacji z parzystej na nieparzystą wymuszała zmianę architektury systemowej i zakup nowych serwerów.
Po przejęciu firmy Sun Microsystems przez Oracle anulowano zapowiadany procesor UltraSPARC RK, zaś kolejny procesor bazujący na serii UltraSPARC został nazwany SPARC T3.

## Historia
| Specyfikacja mikroprocesorów Sun UltraSPARC | Specyfikacja mikroprocesorów Sun UltraSPARC | Specyfikacja mikroprocesorów Sun UltraSPARC | Specyfikacja mikroprocesorów Sun UltraSPARC | Specyfikacja mikroprocesorów Sun UltraSPARC | Specyfikacja mikroprocesorów Sun UltraSPARC | Specyfikacja mikroprocesorów Sun UltraSPARC | Specyfikacja mikroprocesorów Sun UltraSPARC | Specyfikacja mikroprocesorów Sun UltraSPARC | Specyfikacja mikroprocesorów Sun UltraSPARC | Specyfikacja mikroprocesorów Sun UltraSPARC | Specyfikacja mikroprocesorów Sun UltraSPARC | Specyfikacja mikroprocesorów Sun UltraSPARC | Specyfikacja mikroprocesorów Sun UltraSPARC |
| Model                                       | Częstotliwość [MHz]                         | Wersja architektury                         | Rok                                         | Proces produkcyjny [µm]                     | Liczba tranzystorów [miliony]               | Powierzchnia [mm²]                          | Liczba wyprowadzeń                          | Moc elektryczna [W]                         | Napięcie zasilania [V]                      | Dcache [k]                                  | Icache [k]                                  | Scache [k]                                  | Ecache [k]                                  |
| ------------------------------------------- | ------------------------------------------- | ------------------------------------------- | ------------------------------------------- | ------------------------------------------- | ------------------------------------------- | ------------------------------------------- | ------------------------------------------- | ------------------------------------------- | ------------------------------------------- | ------------------------------------------- | ------------------------------------------- | ------------------------------------------- | ------------------------------------------- |
| UltraSPARC I                                | 140-200                                     | V9                                          | 1995                                        | 0.5                                         | 5.2                                         | 315                                         | 521                                         | 30                                          | 3.3                                         | 16                                          | 16                                          | 1024                                        | --                                          |
| UltraSPARC II                               | 250-480                                     | V9                                          | 1997                                        | 0.25                                        | 5.4                                         | 156                                         | 521                                         | 21                                          | 3.3                                         | 16                                          | 16                                          | 8192                                        | --                                          |
| UltraSPARC IIi                              | 270-480                                     | V9                                          | 1998                                        | 0.25                                        | 5.4                                         | 148                                         | 587                                         | 21                                          | 1.9                                         | 16                                          | 16                                          | 2048                                        | --                                          |
| UltraSPARC IIe                              | 400-500                                     | V9                                          | 2000                                        | 0.18 Al                                     | ?                                           | ?                                           | 370                                         | 13                                          | 1.7                                         | 16                                          | 16                                          | 256                                         | --                                          |
| UltraSPARC IIi+                             | 550-650                                     | V9                                          | 2002                                        | 0.18 Cu                                     | ?                                           | ?                                           | 370                                         | 17.6                                        | 1.7                                         | 16                                          | 16                                          | 512                                         | --                                          |
| UltraSPARC III                              | 600-1200                                    | V9                                          | 2001                                        | 0.13                                        | 29                                          | 330                                         | 1368                                        | 53                                          | 1.6                                         | 64                                          | 32                                          | 8192                                        | --                                          |
| UltraSPARC IIIi                             | 1064-1593                                   | V9                                          | 2003                                        | 0.13                                        | 87.5                                        | 206                                         | 959                                         | 52                                          | 1.3                                         | 64                                          | 32                                          | 16384                                       | --                                          |
| UltraSPARC IV                               | 1050-1350                                   | V9                                          | 2004                                        | 0.13                                        | 66                                          | 356                                         | 1368                                        | 108                                         | 1.35                                        | 64                                          | 32                                          | 16384                                       | --                                          |
| UltraSPARC IV+                              | 1500                                        | V9                                          | 2005                                        | 0.09                                        | 295                                         | 336                                         | 1368                                        | 90                                          | 1.1                                         | 64                                          | 64                                          | 2048                                        | 32768                                       |
| UltraSPARC T1                               | 1000-1400                                   | V9 / UA 2005                                | 2005                                        | 0.09                                        | 300                                         | 380                                         | 1933                                        | 72                                          | 1.3                                         | 8                                           | 16                                          | 3072                                        | --                                          |
| UltraSPARC T2                               | 1000–1400                                   | V9 / UA 2007                                | 2007                                        | 0.065                                       | 503                                         | 342                                         | 1831                                        | 95                                          | 1.1–1.5                                     | 8                                           | 16                                          | 4096                                        | --                                          |
| UltraSPARC T2+                              | 1200–1400                                   | V9 / UA 2007                                | 2008                                        | 0.065                                       | 503                                         | 342                                         | 1831                                        | ?                                           | ?                                           | 8                                           | 16                                          | 4096                                        | --                                          |
| UltraSPARC RK                               | 2300                                        |                                             | projekt anulowany                           | 0.065                                       | ?                                           | 396                                         | 2326                                        | ?                                           | ?                                           | 32                                          | 32                                          | 2048                                        | ?                                           |

Legenda:
- Dcache – cache L1 dla danych
- Icache – cache L1 dla programu
- Scache – cache L2
- Ecache – cache L3
- -- – brak danej właściwości